# ایبارتا
ایبارتا (به اسپانیایی: Ibarreta) یک منطقهٔ مسکونی در آرژانتین است که در استان فورموسا واقع شده‌است.